# Csombókos harangozómadár
A csombókos harangozómadár (Procnias albus vagy helytelenül Procnias alba) a madarak (Aves) osztályának a verébalakúak (Passeriformes) rendjéhez, ezen belül a kotingafélék (Cotingidae) családjához tartozó faj.

## Rendszertani helyzete
A fajt Johann Hermann francia orvos és természettudós írta le 1783-ban, az Ampelis nembe Ampelis alba néven.

### Alfajai
- Procnias albus albus (Hermann, 1783)
- Procnias albus wallacei Oren & Novaes, 1985[2]

## Származása, elterjedése
Dél-Amerika északi részén Brazíliában, Guyanában, Suriname-ban és Venezuelában (főleg az Amazonas vízgyűjtő területén), továbbá Trinidad és Tobago szigetein él.

## Megjelenése
Nagyjából galamb méretű: a hím testhossza 28,5 centiméter, testtömege 210-215 gramm, a tojóé 27,5 centiméter, 219-222 gramm. A hím tollazata fehér, csőre lapos. A nőstények tollazata zöld.

## Életmódja, élőhelye
Természetes élőhelyei a szubtrópusi és trópusi síkvidéki és hegyi esőerdők.
Gyümölcsökkel táplálkozik.
Jeff Podos massachusettsi kutató és szerzőtársai szerint ez a világ leghangosabb madara. Kiáltásai elérhetik a 113 decibelt (nagyjából ennyi egy cölöpverőgép hangereje). A párt kereső hím az első hangokat a széles nyilvánosság előtt adja elő, majd hirtelen fordulat után a második dallamot a kiszemelt nőstényhez címzi. A kutatók megállapították, hogy minél hangosabban kiált a madár, annál rövidebb a kiáltás.

### Szaporodása
Fészkében általában 2 tojás található.